# Minqi Li

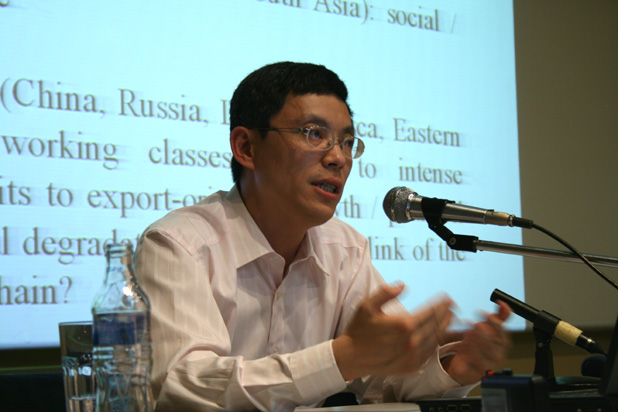
Minqi Li

Minqi Li (chinesisch 李民骐; * 1969) ist ein chinesischer Wirtschaftswissenschaftler, der als Professor an der University of Utah forscht und lehrt. Li gilt als Marxist und Vertreter der Weltsystem-Theorie.
Li begann 1987 ein Undergraduate-Studium der Wirtschaftswissenschaften an der Universität Peking. 1989 beteiligte er sich an den studentischen Protestaktionen auf dem Tian’anmen-Platz und wurde bis 1992 inhaftiert. Nach seiner Übersiedlung in die Vereinigten Staaten legte er 1996 das Bachelor-Examen in Wirtschaftswissenschaften an der University of Delaware und wurde 2002 an der University of Massachusetts Amherst zum Ph.D. promoviert.
2002/03 war er Visiting Assistant Professor am Franklin & Marshall College in Lancaster (Pennsylvania) und von 2003 bis 2006 Assistant Professor an der kanadischen York University. Seit 2006 ist er an der University of Utah, bis 2010 als Assistant Professor, dann bis 2016 als Associate Professor und seither als Full Professor.

## Schriften (Auswahl)
- Profit, accumulation and crisis in capitalism. Long-term trends in UK, US, Japan and China, 1855-2018. Routledge, New York 2020, ISBN 978-0-42-905881-3 (E-Book).
- China and the twenty-first-century crisis. PlutoPress, London 2016, ISBN 978-0-74-533537-7.
- Peak oil, climate change, and the limits to China's economic growth. Routledge, New York 2014, ISBN 978-0-41-563754-1.
- The rise of China and the demise of the capitalist world-economy. Monthly Review Press, New York 2008, ISBN 978-1-58-367183-2.